# 586

## Догађаји
- Википедија:Непознат датум — Опсада Солуна (586). Авари и Словени опседају Солун, други град Византијског царства.
- Википедија:Непознат датум — Битка код Солахона. Византијска војска под командом Филипа побеђује Сасанидске Персијанце, близу Даре.

- Пролеће – Цар Маврикије одбија мировни предлог Персијанаца, у замену за поновну исплату у злату.
- 21. април – Краљ Лиувигилд умире у Толеду после 18-годишње владавине, а наследио га је његов други син Рекаред И.
- Словени напредују до капија Солуна и Пелопонеза.
- Авари уништавају римске логоре дуж дунавског лимеса, укључујући Оескус и Рацијарију.
- Завршена је страница са Распећем, из „Равулиног јеванђеља“, у манастиру Светог Јована у Бет Загби (Сирија). Сада се чува у Библиотеца Медицеа Лаурензиана, Фиренца, Италија.
- У Јапану је будизам на удару као „страна“ религија.